# سیمون رامو
 سیمون رامو (انگلیسی: Simon Ramo؛ زاده ۷ مهٔ ۱۹۱۳ – درگذشتهٔ ۲۷ ژوئن ۲۰۱۶) یک فیزیک‌دان و مهندس برق اهل ایالات متحده آمریکا بود.